# Terence Hill
Terence Hill, pseudoniem van Mario Girotti (Venetië, 29 maart 1939), is een Italiaans filmacteur. Hij maakte vooral furore in de komische variant van het genre spaghettiwestern, waarin hij vaak een duo vormde met landgenoot en collega-acteur Bud Spencer.

## Loopbaan
Hill maakte onder zijn eigen naam op zijn twaalfde zijn acteerdebuut, in de door Dino Risi geregisseerde film Vacanze col gangster (1951). Hij speelde in een groot aantal films en had een bijrol in Il Gattopardo (1963) van regisseur Luchino Visconti. In 1964 vertrok Hill naar Duitsland, waar hij onder meer acteerde in westerns.
De samenwerking met Bud Spencer startte in 1967, met de film Dio perdone... Io no!. De rol van Hill zou eerst door acteur  Piettro Martellanza worden gespeeld, maar Martellanza brak zijn voet en werd vervangen door Hill. Deze toevallige samenwerking zou tot 1994 duren. Hill speelde in de films de slimme charmeur, Spencer nam de rol van ietwat zwaarlijvige dommekracht voor zijn rekening. Zijn pseudoniem koos hij in 1967 uit een lijst van twintig mogelijkheden die zijn producenten hem voorlegden. Hij kreeg 24 uur om te kiezen.
Hill speelde in de jaren zeventig en tachtig enkele keren mee in Hollywoodproducties. Op 30 januari 1990 kwam zijn jongste zoon Ross bij een auto-ongeluk om het leven. Na het overlijden van deze geadopteerde zoon raakte hij in een depressie, maar later keerde hij weer terug op het witte doek. Van 2000 tot 2022 vervulde Hill de hoofd- en titelrol in de Italiaanse televisieserie Don Matteo.
Na nog wat televisiewerk tussen 2011 en 2017 kwam in 2018 de film My name is Thomas uit, die Hill zelf regisseerde. De film werd in Italië gemaakt en kwam in het Italiaans (Il mio nome è Thomas), Duits (Mein Name ist Somebody – Zwei Fäuste kehren zurück) en Engels uit .

## Filmografie

### Films samen met Bud Spencer
| Jaar | Film                                                                                                  | Rol                                                         |
| ---- | --- | ----------------------------------------------------------- |
| 1959 | Hannibal (als Mario Girotti)                                                                          | Quintilius                                                  |
| 1967 | God Forgives, I Don't (Ned. titel: De duivel kent geen genade) - Dio perdona... io no!                | Cat                                                         |
| 1968 | Ace High (Ned. titel: De grijnzende doder) – I quattro dell'Ave Maria                                 | Cat Stevens                                                 |
| 1969 | Boot Hill (Ned. titel: Halleluja voor een paar vuisten) - La collina degli stivali                    | Cat Stevens                                                 |
| 1970 | They Call Me Trinity (Ned. titel: De linker- en de rechterhand van de duivel) – Lo chiamavano Trinità | Trinity                                                     |
| 1970 | Blackie, the Pirate (Ned. titel: De Duivel Hale Je)                                                   | Blackie                                                     |
| 1971 | Trinity is Still My Name (Ned. titel:De vier vuisten van de duivel) -continuavano a chiamarlo Trinità | Trinity                                                     |
| 1972 | All the Way, Boys (Ned. titel: De Vier Vuisten De Lucht In) ...più forte ragazzi!                     | Plata                                                       |
| 1974 | Watch Out, We're Mad (Ned. titel: Pas Op Of We Slaan Erop)                                            | Kid                                                         |
| 1974 | The Two Missionaries (Ned. titel: Vier Vuisten Voor Het Geloof)                                       | Padre J                                                     |
| 1977 | Crime Busters (Ned. titel: Twee Door Het Dolle Heen)                                                  | Matt Kirby                                                  |
| 1978 | Odds and Evens (Ned. titel: Even En Oneven)                                                           | Johnny Firpo                                                |
| 1979 | I'm For the Hippopotamus (Ned. titel: Vier Vuisten Op Safari)                                         | Slim                                                        |
| 1981 | Who Finds a Friend, Finds a Treasure (Ned. titel: Vier Vuisten Hebben De Tropenkolder)                | Alan                                                        |
| 1983 | Go For It! (Ned. titel: De Vier Vuisten Slaan Op Hol)                                                 | Rosco                                                       |
| 1984 | Double Trouble (Ned. titel: Vier Vuisten In Het Kwadraat)                                             | Elliot Vance / Sebastiano Coimbra de la Coronilla y Azevedo |
| 1985 | Miami Supercops - I poliziotti dell'ottava strada                                                     | Doug Bennet                                                 |
| 1994 | Troublemakers - Botte di Natale (regie: ook door Hill)                                                | Travis                                                      |

### Films zonder Bud Spencer
| Jaar      | Film                                                                       | Rol                                          |
| --------- | -------------------------------------------------------------------------- | -------------------------------------------- |
| 1951      | Holiday For Gangsters (als Mario Girotti)                                  | Gianni                                       |
| 1952      | La Voca Del Silencio (als Mario Girotti)                                   | the boy at the barrier                       |
| 1953      | It Happened in the Park (als Mario Girotti)                                | ???                                          |
| 1954      | Divisione folgore (als Mario Girotti)                                      | Paratrooper Delavigne                        |
| 1955      | Gli sbandati (als Mario Girotti)                                           | ???                                          |
| 1955      | The Golden Touch (als Mario Girotti)                                       | Corrado                                      |
| 1956      | Mamma sconosciuta (als Mario Girotti)                                      | Gianni                                       |
| 1956      | I vagabondi delle stelle (als Mario Girotti)                               | Franco                                       |
| 1957      | Guaglione (als Mario Girotti)                                              | Franco Danieli                               |
| 1957      | The Wide Blue Road (als Mario Girotti)                                     | Renato                                       |
| 1957      | Lazzarella (als Mario Girotti)                                             | Luciano Pico                                 |
| 1958      | Anna of Brooklyn (als Mario Girotti)                                       | Ciccillo                                     |
| 1958      | Il novelliere: The picture of Dorian Gray (als Mario Girotti)              | ???                                          |
| 1958      | The Sword and the Cross (als Mario Girotti)                                | Lazarus                                      |
| 1959      | Carthage in Flames (als Mario Girotti)                                     | Tsour                                        |
| 1959      | Cerasella (als Mario Girotti)                                              | Bruno                                        |
| 1959      | Spavaldi e innamorati (als Mario Girotti)                                  | Paolo                                        |
| 1959      | Un militare e mezzo (als Mario Girotti)                                    | Ltd. Giorgio Strazzonelli                    |
| 1959      | Il padrone delle ferriere (als Mario Girotti)                              | Octave de Beaulieu                           |
| 1960      | Juke box urli d'amore (als Mario Girotti)                                  | Otello                                       |
| 1960      | Joseph Sold By His Brothers (als Mario Girotti)                            | Benjamin (Josephs broer)                     |
| 1961      | The Wonders of Aladdin (als Mario Girotti)                                 | Prince Moluk                                 |
| 1961      | Pecado de Amor (als Mario Girotti)                                         | ???                                          |
| 1962      | Seven Seas to Calais (als Mario Girotti)                                   | Babington                                    |
| 1962      | The Shortest Day (als Mario Girotti)                                       | a soldier                                    |
| 1963      | The Leopard (Ned. titel: De Tijgerkat) – Il Gattopardo (als Mario Girotti) | Count Cavriaghi                              |
| 1964      | Last of the Renegades (als Mario Girotti)                                  | Lt. Robert Merril                            |
| 1964      | Frontier Hellcat (als Mario Girotti)                                       | Baker Jr.                                    |
| 1965      | Rampage at Apache Wells (als Mario Girotti)                                | Richard Forsythe                             |
| 1965      | Flaming Frontier (als Mario Girotti)                                       | Toby                                         |
| 1965      | Duel at Sundown (als Mario Girotti)                                        | Larry McDow                                  |
| 1965      | Spy Hunt in Vienna (als Mario Girotti)                                     | Enrico                                       |
| 1965      | Ruf der Wälder (als Mario Girotti)                                         | Marcello Scalzi                              |
| 1966      | Nibelungen, Teil 1: Siegfried (als Mario Girotti)                          | Giselher                                     |
| 1966      | Nibelungen, Teil 2: Kriemhilds Rache (als Mario Girotti)                   | Giselher                                     |
| 1966      | Io non protesto, io amo (als Mario Girotti)                                | Gabriele                                     |
| 1967      | Rita of the West (als Mario Girotti)                                       | Black Star                                   |
| 1967      | The Crazy Kids of the War (als Mario Girotti)                              | Prof. Giuliano Fineschi                      |
| 1967      | Viva Django                                                                | Django                                       |
| 1969      | The Tough and the Mighty                                                   | Graziano Cassitta                            |
| 1970      | The Wind's Anger                                                           | Marco                                        |
| 1972      | The True and the False                                                     | Lawyer Marco Manin                           |
| 1972      | Man Of The East                                                            | Sir Thomas Moore                             |
| 1973      | My Name is Nobody                                                          | Nobody                                       |
| 1975      | A Genius, two Partners and a Dupe                                          | Joe Thanks                                   |
| 1977      | Mr. Billion                                                                | Guido Falcone (Mr. Billion)                  |
| 1977      | March or Die                                                               | Marco Segrain                                |
| 1980      | Super Snooper                                                              | Dave Speed                                   |
| 1983      | Don Camillo (regie: ook door Hill)                                         | Don Camillo                                  |
| 1987      | Renegade                                                                   | Renegade Luke                                |
| 1990      | Lucky Luke: Daisy Town (regie: ook door Hill)                              | Lucky Luke                                   |
| 1990      | Lucky Luke: Midsummer In Daisy Town                                        | Lucky Luke                                   |
| 1990      | Lucky Luke: Ma Dalton                                                      | Lucky Luke                                   |
| 1990      | Lucky Luke: Ghost Train                                                    | Lucky Luke                                   |
| 1990      | Lucky Luke: Who is Mr. Joseph's                                            | Lucky Luke                                   |
| 1990      | Lucky Luke: Nobody's Fool                                                  | Lucky Luke                                   |
| 1990      | Lucky Luke: Café Olé                                                       | Lucky Luke                                   |
| 1990      | Lucky Luke: Grand Delusion                                                 | Lucky Luke                                   |
| 1990      | Lucky Luke: Lucky's Fiancee                                                | Lucky Luke                                   |
| 1997      | Virtual Weapon                                                             | Detective Skims                              |
| 2000–2022 | Don Matteo (265 afleveringen)                                              | Don Matteo                                   |
| 2005      | The Man who Dreamt with Eagles                                             | Rocco Ventura                                |
| 2008      | The Man who rode in the Dark                                               | Rocco                                        |
| 2009      | Doc West (miniserie regie: ook door Hill)                                  | Doc West (2 x 90 minuten dvd film/miniserie) |
| 2011–2015 | Un passo dal cielo (38 afleveringen)                                       | Pietro                                       |
| 2018      | My name is Thomas (film regie: ook door Hill)                              | Thomas                                       |

## Eerbetoon
Terence Hill had een Duitse grootmoeder en  overgrootvader, afkomstig uit Lommatzsch, dat in de deelstaat Saksen ligt. Hill heeft als kleine jongen (1943-1947) ook bij zijn oma in Lommatzsch gewoond.   Mede daarom is er in Lommatzsch  een Terence Hill Museum  opgericht. Van 1998  tot 2010 heeft er in dit stadje ook een naar Hill genoemd openbaar zwembad bestaan. Hill was een zeer goed zwemmer, en heeft als tiener een paar keer succesvol aan zwemwedstrijden deelgenomen.